# Joaquín Secco Illa
Joaquín Secco Illa (Montevideo, 14 de mayo de 1879 - 1947) fue un abogado, periodista y político uruguayo perteneciente a la Unión Cívica del Uruguay.

## Familia
Hijo del brasileño Francisco Secco y de Albana Illa Viamonte (nieta del militar argentino Juan José Viamonte). Casado con Faustina García Lagos Gómez, nieta del Gral. Leandro Gómez.

## Carrera
Egresado de la Universidad de la República con el título de abogado en la Facultad de Derecho en la Universidad de la República en 1903. En 1906 fue designado Profesor de Derecho Civil de Notariado en la Facultad de Derecho. Se desempeñó como profesor de Derecho Civil (1906-1932).
Posteriormente fue elegido Decano de dicha facultad por el período 1931-1932, entre marzo de 1931 y febrero de 1932.
Integró diversas asociaciones católicas, presidiendo la “Unión Católica” (1908-1911), el IV Congreso Católico de 1911, y la Unión Cívica del Uruguay, entre cuyos fundadores se contó en 1911, participando además en la redacción de sus Estatutos y Programa de Principios. En 1907, la Unión Católica aprobó la organización cívica de los ciudadanos católicos, constituyéndose un comité ejecutivo presidido por Joaquín Secco Illa. En el cuarto Congreso Católico, celebrado en 1911, siguiendo las directrices del Papa Pío X en su Encíclica Il fermo proposito, se constituyeron las “tres uniones”: Unión Social, Unión Económica y Unión Cívica. El primer directorio de la Unión Cívica estuvo presidido por Secco Illa. Como representante de este partido, integró la Asamblea Nacional Constituyente de 1916-18 y la Cámara de Diputados durante varios períodos, a partir de 1919.
Más adelante, en 1943, fue elegido Senador.
Fue candidato a presidente por la Unión Cívica en las elecciones generales de 1942 y en las elecciones generales de 1946.
Representó a la Iglesia Católica del Uruguay en congresos eucarísticos de Cartago y Buenos Aires.
Participó en la comisión redactora de la Constitución de Uruguay de 1934, proponiendo el tratamiento de la inconstitucionalidad de oficio.
En 1939 fue nombrado, por el presidente Alfredo Baldomir, ministro plenipotenciario y enviado extraordinario ante la Santa Sede, para restablecer las relaciones diplomáticas entre Uruguay y el Vaticano, interrumpidas desde 1911. Sobre él diría Pío XII: “Breve fue, por desgracia, la estancia suya en la Ciudad Eterna y su reciente desaparición ha sido ocasión de no poco dolor para quienes, como Nos mismo, aún esperábamos tanto de sus magníficas dotes intelectuales y de los nobles sentimientos de su alma, para prosperidad de su Patria y bien de la Iglesia de Jesucristo”.
Desarrolló actividades periodísticas, actuando al frente de “El Bien Público” entre 1905 y 1907, publicación de la que fue también redactor. Fue uno de los fundadores del Círculo de la Prensa del Uruguay.
Al fallecer le fueron tributados honores de Ministro de Estado.